# Oleg Kiseljov
Oleg Viktorovitj Kiseljov (ryska: Олег Викторович Киселёв), född 11 januari 1967 i Jaroslavl, är en rysk och tidigare sovjetisk handbollsspelare (mittnia/vänsternia).
Han tog OS-guld i herrarnas turnering i samband med de olympiska handbollstävlingarna 1992 i Barcelona.

## Klubbar
- Dinamo Astrachan (1984–1992)
- BM Granollers (1992–1994)
- Elgorriaga Bidasoa (1994–1996)
- Caja Cantabria (1996–1997)
- Portland San Antonio (1997–2004)